# Cameleon (particulă ipotetică)
Cameleonul este o particulă scalară ipotetică cu o auto-interacțiune non-liniară care îi dă particulei o masă efectivă care depinde de mediul în care se află, adică de prezența altor câmpuri. Aceasta ar avea o masă mică în cea mai mare parte din spațiului intergalactic, dar o masă mare în experimentele terestre, ceea ce îl face dificil de detectat. Cameleonul este un posibil candidat pentru energia întunecată și materia întunecată; de asemenea poate contribui la inflația cosmică.

## Descriere ipotetică
Cameleonul este o ipotetică particulă care ar purta de fapt o forță cu totul diferită față de cele patru despre care știu fizicienii, a cincea forță fundamentală. Cele patru forțe fundamentale pe care le cunoaștem sunt: gravitația, interacțiunile electrice dintre atomi și forțele slabă și puternică care controlează ce se întâmplă în atomi. O ipotetică particulă nouă, cum ar fi cameleonul sau cum ar fi energia întunecată ar face posibilă existența unei a cincea forțe. Acest transportor de forță este numit cameleon pentru ca își poate schimba aparența. Când este greu, devine încet și ineficient, când este ușor, se deplasează mult mai repede și devine mai puternic. Greutatea sa depinde de cantitatea de materie și energie din jurul său. Pe Pământ, din cauza materiei, cameleonul va deveni foarte greu, foarte masiv și va interacționa foarte slab cu lucrurile din jurul său. Din această cauză nu a fost detectat în experimentele realizate pe Pământ. În spațiul intergalactic, în vid, cameleonul devine foarte ușor și poate interacționa cu lucruri de la distanțe mari. Și de aceea poate genera accelerarea expansiunii Universului. Această proprietate de a se schimba ar explica de ce cameleonul nu a fost încă descoperit în acceleratoarele de particule. Ar trebui sa fie peste tot - înăuntrul nostru și afară în Univers. Cameleonul ar putea fi detectat în experimente la scară foarte mică sau la scară foarte mare. El ar putea fi căutat în felul în care se comportă particulele în acceleratoare la scară foarte mică. Dar, deoarece afectează modul în care călătorește lumina, poate fi căutat și la o scară foarte mare: cercetând felul în care lumina de la stele ajunge pe Pământ s-ar putea observa efectele prezenței acestei particule ipotetice.